# Вошара (округ, Вісконсин)
Шаблон:StateAbbr_ 44°07′ пн. ш. 89°14′ зх. д. / 44.11° пн. ш. 89.24° зх. д.
 Вошара (англ. Waushara County) — округ (графство) у штаті Вісконсин. Ідентифікатор округу 55137.

## Історія
Округ утворений 1852 року.

## Демографія
За даними перепису 
2000 року 
загальне населення округу становило 23154 осіб, зокрема міського населення було 68, а сільського — 23086.
Серед них чоловіків — 11669, а жінок — 11485. В окрузі було 9336 домогосподарств, 6583 родин, які мешкали в 13667 будинках.
Середній розмір родини становив 2,89.
Віковий розподіл населення поданий у таблиці:
| Стать    | До 15 років | 15-21 | 22-29 | 30-39 | 40-49 | 50-65 | 65-85 | Понад 85 |
| -------- | ----------- | ----- | ----- | ----- | ----- | ----- | ----- | -------- |
| Чоловіки | 2313        | 1051  | 770   | 1510  | 1812  | 2166  | 1909  | 138      |
| Жінки    | 2062        | 886   | 733   | 1453  | 1732  | 2211  | 2029  | 379      |

## Суміжні округи
- Портедж — північ
- Вопака — північний схід
- Віннебаґо — схід
- Ґрін-Лейк — південь
- Маркетт — південь
- Адамс — захід

## Виноски
1. ↑  U.S. Decennial Census. United States Census Bureau. Архів оригіналу за 4 квітня 2018. Процитовано 9 серпня 2015.
2. ↑  Historical Census Browser. University of Virginia Library. Архів оригіналу за 11 серпня 2012. Процитовано 9 серпня 2015.
3. ↑  Forstall, Richard L., ред. (27 березня 1995). Population of Counties by Decennial Census: 1900 to 1990. United States Census Bureau. Архів оригіналу за 18 липня 2015. Процитовано 9 серпня 2015.
4. ↑  Census 2000 PHC-T-4. Ranking Tables for Counties: 1990 and 2000 (PDF). United States Census Bureau. 2 квітня 2001. Архів оригіналу (PDF) за 18 грудня 2014. Процитовано 9 серпня 2015.
5. ↑  State & County QuickFacts. United States Census Bureau. Архів оригіналу за 19 грудня 2015. Процитовано 24 січня 2014.(англ.) Наведено за англійською вікіпедією.
6. ↑  American FactFinder. Бюро перепису населення США. Архів оригіналу за 26 лютого 2012. Процитовано 31 січня 2008.

| США | Це незавершена стаття з географії США. Ви можете допомогти проєкту, виправивши або дописавши її. |